# Palaestrida
Palaestrida es un género de coleóptero de la familia Meloidae.

## Especies
Las especies de este género son:
- Palaestrida bicolor White, 1846
- Palaestrida concolor MacLeay, 1887
- Palaestrida flabellicornis MacLeay, 1887
- Palaestrida nigripennis MacLeay, 1887